# Typhlodromips sabali
Typhlodromips sabali är en spindeldjursart som först beskrevs av De Leon 1959.  Typhlodromips sabali ingår i släktet Typhlodromips och familjen Phytoseiidae. Inga underarter finns listade i Catalogue of Life.